# جبل جينسنغ
جبل جينسنغ، هو جبل يقع في جبال كاتسكيل من نيويورك شمال شرق ويندهام. وتقع قمة جبل الم في الجنوب، ويقع جبل صوار بين الشرق والجنوب الشرقي، ويقع جبل هايدن شمال غرب جبل الجينسنغ.
- جبل
- جبل الشيخ